# Zwięzłość gleby
Zwięzłość gleby – cecha gleby wskazująca na stopień (siłę) związania poszczególnych cząstek glebowych ze sobą, dzięki czemu gleba stawia większy lub mniejszy opór siłom zewnętrznym (na przykład rozcinanie pługiem). Zależy głównie od składu granulometrycznego, struktury, układu, zawartości koloidów, wilgotności.
Nadmierna zwięzłość gleby może utrudniać zakorzenianie się roślin.
W zależności od zwięzłości gleby dzielimy na:
- gleby zwięzłe – gliny i iły
- gleby średniozwięzłe – piaski gliniaste i pyły
- gleby słabozwięzłe – piaski słabogliniaste
- gleby luźne – piaski i żwiry luźne[1].